# Did You Ever Have to Make Up Your Mind?
Did You Ever Have to Make Up Your Mind? är en poplåt skriven av John Sebastian, inspelad 1965, och lanserad på singel 1966 av gruppen The Lovin' Spoonful, i vilken Sebastian var frontfigur. Låten finns också med på gruppens debutalbum Do You Believe in Magic. Den blev en popluär hitsingel i Nordamerika och delar av Europa, men i Storbritannien nådde den inte placering på singellistan.
Låtens text rör en ung mans oförmåga att hela tiden sluta bli attraherad av olika kvinnor.

## Listplaceringar
| Lista (1966)  | Topplacering     |
| ------------- | ---------------- |
| Finland       | 26               |
| Frankrike     | 37               |
| Kanada        | 6                |
| Nederländerna | 20               |
| Norge         | 2                |
| Nya Zeeland   | 5 (NZ Listner)   |
| Sverige       | 3 (Kvällstoppen) |
| Sverige       | 2 (Tio i topp)   |
| USA           | 2                |